# Dysgonia postfusca
Dysgonia postfusca är en fjärilsart som beskrevs av Felix Bryk 1948. Dysgonia postfusca ingår i släktet Dysgonia och familjen nattflyn. Inga underarter finns listade i Catalogue of Life.